# 前241年
| 千纪： | 前1千纪 |
| 世纪： | 前4世纪 \| 前3世纪 \| 前2世纪                                                                                         |
| 年代： | 前270年代 \| 前260年代 \| 前250年代 \| 前240年代 \| 前230年代 \| 前220年代 \| 前210年代                               |
| 年份： | 前246年 \| 前245年 \| 前244年 \| 前243年 \| 前242年 \| 前241年 \| 前240年 \| 前239年 \| 前238年 \| 前237年 \| 前236年 |
| 纪年： | 齊王建二十四年 趙悼襄王四年 魏景湣王二年 韓桓惠王三十二年 秦王政六年 楚考烈王二十二年 衛君角元年 燕王喜十四年         |

## 大事记
- 推行改革的斯巴达国王亚基斯四世被反对者杀害。
- 罗马海战於埃加迪群島附近击败迦太基，第一次布匿戰爭終止，迦太基赔款，西西里併入羅馬帝國。
- 第三次敘利亞戰爭（前246-前241年）結束。
- 函谷關之戰，楚、趙、魏、韓、衛合從以伐秦，楚考烈王為縱約長，龐煖為聯軍主帥，春申君用事，取壽陵。至函谷，秦師出，五國之師皆敗走。楚王以咎春申君，春申君以此益疏。觀津人朱英謂春申君曰：「人皆以楚為強，君用之而弱。其於英不然。先君時，秦善楚，二十年而不攻楚，何也？秦逾黽阨之塞而攻楚，不便；假道於兩周，背韓、魏而攻楚，不可。今則不然。魏旦暮亡，不能愛許、鄢陵，魏割以與秦，秦兵去陳百六十里。臣之所觀者，見秦、楚之日鬥也。」楚於是去陳，徙壽春，命曰郢，后世所称寿郢。春申君就封於吳，行相事。
- 秦拔魏朝歌，及衛濮陽。衛元君率其支屬徙居野王，阻其山以保魏之河內。

## 出生
- 呂雉，漢高祖皇后，是中国历史上有记载的第一位皇后和皇太后（前180年逝世）。
- 安条克三世，塞琉古帝國第六位國王（前187年逝世）。